# Protapanteles iapetus
Protapanteles iapetus är en stekelart som först beskrevs av Nixon 1976.  Protapanteles iapetus ingår i släktet Protapanteles och familjen bracksteklar. Inga underarter finns listade i Catalogue of Life.